# 4-tert-Butyltoluol
4-tert-Butyltoluol ist eine chemische Verbindung aus der Gruppe der Alkylbenzole.

## Gewinnung und Darstellung
4-tert-Butyltoluol kann durch Alkylierung von Toluol mit Isobutylen gewonnen werden.

## Eigenschaften
4-tert-Butyltoluol ist eine entzündbare farblose Flüssigkeit, die schwer löslich in Wasser ist.

## Verwendung
4-tert-Butyltoluol wird als Lösungsmittel für Kunstharze und als Zwischenprodukt zur Herstellung von anderen chemischen Verbindungen verwendet.
4-tert-Butylbenzaldehyd kann durch Oxidation von 4-tert-Butyltoluol durch Wasserstoffperoxid in Eisessig, katalysiert durch Bromid-Ionen in Kombination mit Cobalt(II)-acetat oder Cer(III)-acetat gewonnen werden.
Das Standardverfahren zur Herstellung von 4-tert-Butylbenzoesäure ist die Oxidation von 4-tert-Butyltoluol in der Flüssigphase mit Luftsauerstoff unter Katalyse mit Cobaltsalzen, bevorzugt Cobalt(II)-acetat.

## Sicherheitshinweise
Die Dämpfe von 4-tert-Butyltoluol können mit Luft ein explosionsfähiges Gemisch (Flammpunkt > 55 °C, Zündtemperatur 510 °C) bilden.